# Divyanka Tripathi

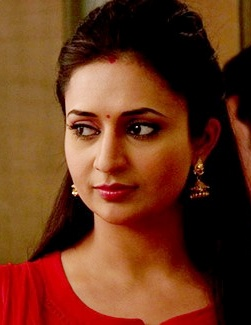
Tripathi nos sets de Yeh Hai Mohabbatein em 2015

Divyanka Tripathi Dahiya ( née Tripathi; nascida em 14 de dezembro de 1984) é uma atriz indiana que trabalha principalmente na televisão hindi . Considerada uma das atrizes mais talentosas da televisão, ela frequentemente interpretou uma série de personagens notáveis. Uma das atrizes de televisão mais bem pagas da Índia, Ela recebeu vários prêmios, incluindo três ITA Awards, nove Indian Telly Awards e sete Gold Awards . Ela apareceu na lista Celebrity 100 's Forbes Índia desde 2017.
Ela é conhecida por interpretar os papéis duplos de Vidya Pratapsingh e Divya Shukla em Banoo Main Teri Dulhann da Zee TV e Dra. Ishita Bhalla em Yeh Hai Mohabbatein da Star Plus, ambos os programas lhe renderam o prêmio ITA de Melhor Atriz - Popular e Melhor Atriz - Júri . Em 2017, participou do reality show de dança Nach Baliye 8 e emergiu como a vencedora. Em 2021, ela participou do Fear Factor: Khatron Ke Khiladi 11 como concorrente, onde emergiu como vice-campeã.